# SN 2001dr
SN 2001dr – supernowa typu II odkryta 14 sierpnia 2001 roku w galaktyce NGC 4932. W momencie odkrycia miała maksymalną jasność 16,50m.